# Syn (nordisk mytologi)
 For alternative betydninger, se Syn. (Se også artikler, som begynder med Syn)
Syn er asynje i nordisk mytologi. Hun har til opgave at vogte indgangen til Friggs sal Fensale mod uvedkommende. Har den egenskab at hvis hun blot én gang har afvist et individ kan ingen få hende til at skifte mening. En forespørgsel hos højere magter (Odin, for eksempel) var ligeledes nytteløse. På grund af dette er hun gudinde for retssager for de dødelige på jorden (Midgård).
| Nordisk mytologi | Spire Denne artikel om nordisk religion og mytologi er en spire som bør udbygges. Du er velkommen til at hjælpe Wikipedia ved at udvide den. |